# Buffonellaria acorensis
Buffonellaria acorensis är en mossdjursart som beskrevs av Berning och Kuklinski 2008. Buffonellaria acorensis ingår i släktet Buffonellaria och familjen Celleporidae. Inga underarter finns listade i Catalogue of Life.